# Magdeleine Hue

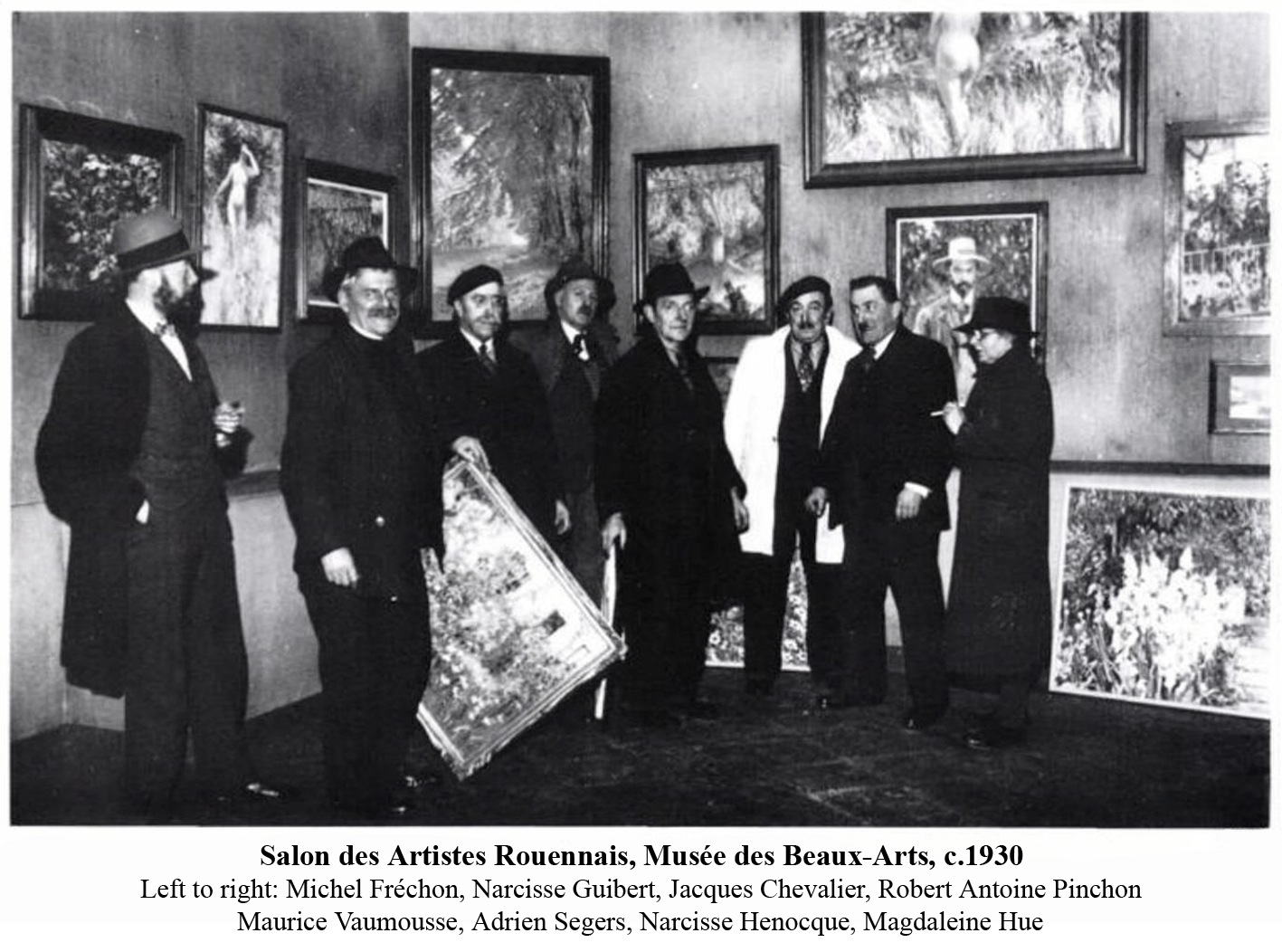
Salon des Artistes Rouennais, Musée des Beaux-Arts, ca. 1930. Von links nach rechts: Michel Fréchon, Narcisse Guibert, Jacques Chevalier, Robert Antoine Pinchon, Maurice Vaumousse, Adrien Segers, Narcisse Henocque, Magdaleine Hue.

Magdeleine Hue (* 31. Oktober 1882 in Bernay; † 17. April 1944 in Bihorel) war eine französische Malerin und Vertreterin der École de Rouen. Sie malte vor allem Blumenstillleben und Ansichten von Rouen und Umgebung. Magdeleine Hue wurde von ihren Zeitgenossen als originelle und großzügige Bohemienne beschrieben.

## Leben

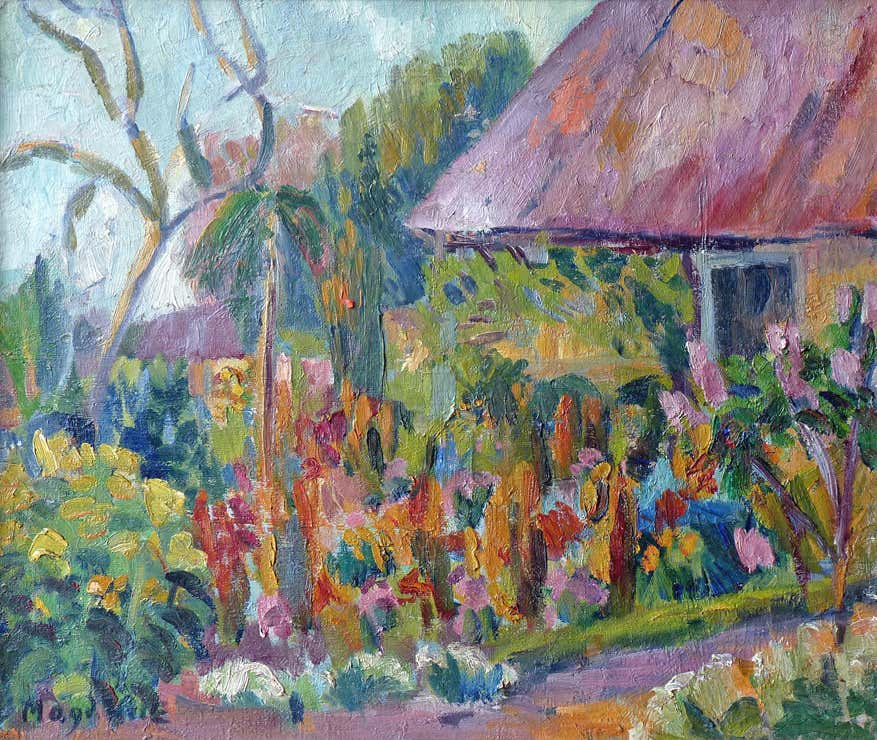
Garten auf einem Bauernhof in der Normandie, ca. 1910

Ihre Eltern hatten ein Geschäft in der Rue Thiers. Sie erhielt eine gute Ausbildung und beschloss im Alter von 16 Jahren, Malerei an der École des Beaux-Arts in Rouen zu studieren. Dort wollte sie im Atelier von Philippe Zacharie (1849–1915) Akte malen, darunter auch männliche Akte. Sie musste jedoch bis zu ihrem 25. Lebensjahr warten, bevor sie ihre künstlerische Laufbahn wirklich beginnen konnte. Ab 1899 besuchte sie die École des Beaux-Arts, deren Direktor Victorien Lelong (1866–1933) war. In den Jahren 1911 bis 1913, in denen sie bei einem kunstliebenden Apotheker in Rouen wohnte, lernte sie Künstler wie Narcisse Guilbert (1878–1942) und Robert Antoine Pinchon kennen.
Im Dezember 1915 nahm Magdeleine Hue zum ersten Mal an einer von Pierre Dumont organisierten Ausstellung teil und stellte Werke wie „Intérieur“ und „Rue de l’Epicerie“ aus, die ihre Vorliebe für Farben zeigen. In den folgenden Jahren nahm sie regelmäßig an verschiedenen Ausstellungen teil, darunter Wohltätigkeitsausstellungen und Ausstellungen der Société des Artistes Rouennais. Sie malte vor allem Ansichten von Rouen und Stillleben. Im Januar 1920 organisierte sie ihre erste Ausstellung, die von Kritikern wie Georges Dubosc (1854–1927) positiv aufgenommen wurde. In den folgenden Jahren stellte sie regelmäßig sowohl in Rouen als auch in Paris aus. Sie pflegt enge Freundschaften mit anderen Künstlern und wurde Taufpatin der Söhne von Robert Antoine Pinchon.

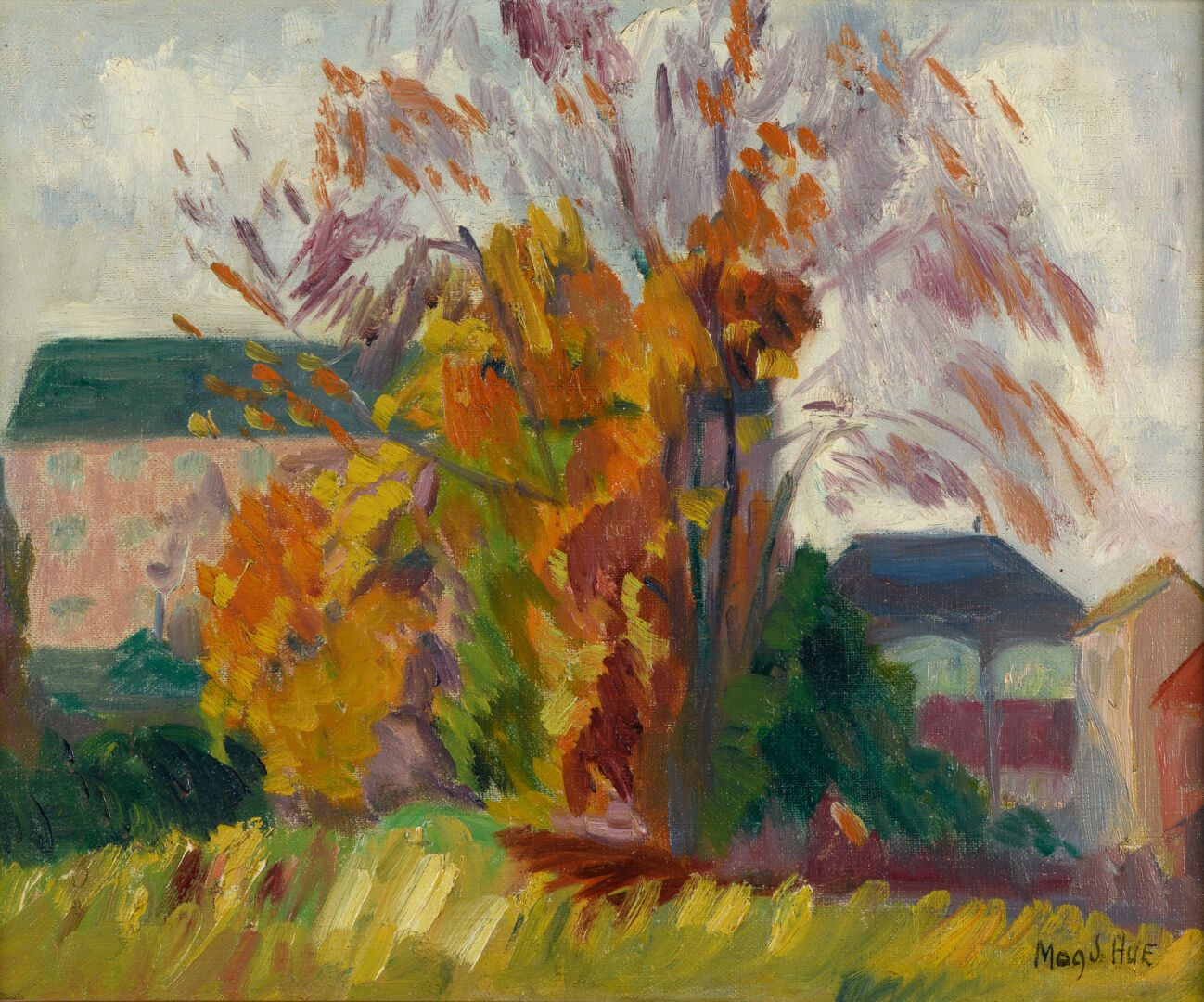
Baum im Herbst, um 1910

Magdeleine Hues Werke zeichnen sich durch eine kräftige Farbigkeit und Spontaneität aus. Ihr Stil war eher unkonventionell, sie kümmerte sich wenig um traditionelle Zeichentechniken und zog es vor, ihre künstlerische Vision frei auszudrücken.
Magdeleine Hue lebte unabhängig und blieb ihrer Heimatstadt Rouen treu. Sie setzte ihre jährlichen Ausstellungen bis Ende der 1930er Jahre fort. Während des Zweiten Weltkriegs lebte sie in Bihorel und pflegte den kranken Robert Antoine Pinchon. Sie starb am 17. April 1944 im Alter von 61 Jahren.